# Christophe Cocard
Christophe Cocard (ur. 23 listopada 1967 w Bernay) – piłkarz francuski grający na pozycji skrzydłowego.

## Kariera klubowa
Swoją karierę piłkarską Cocard rozpoczął w amatorskich klubach Broglie, a następnie Évreux AC. Potem trafił do AJ Auxerre i w 1987 roku awansował do kadry pierwszej drużyny, prowadzonej wówczas przez trenera Guya Rouxa. W sezonie 1987/1988 zadebiutował w Ligue 1, jednak z początku pełnił rolę rezerwowego. Od następnego sezonu był już podstawowym zawodnikiem Auxerre, a w sezonie 1990/1991 należał do najskuteczniejszych zawodników w zespole. Sezon 1991/1992 zakończył jako najlepszy strzelec AJA, podobnie jak sezon 1993/1994. Wtedy też osiągnął z Auxerre po swój pierwszy większy sukces, gdy zdobył Puchar Francji. Z kolei w 1996 roku przyczynił się do wywalczenia przez Auxerre, pierwszego mistrzostwa w swojej historii, a także zdobycia drugiego w historii krajowego pucharu. Sezon 1995/1996 był ostatnim dla Cocarda w Auxerre, dla którego rozegrał 260 meczów i strzelił 60 goli.
Latem 1996 roku Cocard przeszedł do innej pierwszoligowej drużyny, Olympique Lyon, której szkoleniowcem był Guy Stéphan. W Lyonie zadebiutował 10 sierpnia w przegranym 1:3 wyjazdowym meczu z Olympique Marsylia. W Olympique był przez trzy sezony podstawowym zawodnikiem, gdy zespół prowadził wówczas Bernard Lacombe. W 1999 roku odszedł z Lyonu i przeszedł do grającego w szkockiej Premier League, Kilmarnock F.C. W Szkocji Francuz spędził trzy sezony, ale nie osiągnął większych sukcesów. W 2002 trafił na krótko do chińskiego Chongqing Lifan i w tym samym roku zakończył piłkarską karierę w wieku 35 lat.
| Sezon   | Klub            | Kraj    | Rozgrywki      | Mecze | Bramki |
| ------- | --------------- | ------- | -------------- | ----- | ------ |
| 1987/88 | AJ Auxerre      | Francja | Ligue 1        | 5     | 1      |
| 1988/89 | AJ Auxerre      | Francja | Ligue 1        | 34    | 6      |
| 1989/90 | AJ Auxerre      | Francja | Ligue 1        | 32    | 4      |
| 1990/91 | AJ Auxerre      | Francja | Ligue 1        | 38    | 11     |
| 1991/92 | AJ Auxerre      | Francja | Ligue 1        | 37    | 10     |
| 1992/93 | AJ Auxerre      | Francja | Ligue 1        | 35    | 5      |
| 1993/94 | AJ Auxerre      | Francja | Ligue 1        | 36    | 12     |
| 1994/95 | AJ Auxerre      | Francja | Ligue 1        | 11    | 5      |
| 1995/96 | AJ Auxerre      | Francja | Ligue 1        | 32    | 6      |
| 1996/97 | Olympique Lyon  | Francja | Ligue 1        | 30    | 4      |
| 1997/98 | Olympique Lyon  | Francja | Ligue 1        | 31    | 3      |
| 1998/99 | Olympique Lyon  | Francja | Ligue 1        | 26    | 4      |
| 1999/00 | Kilmarnock F.C. | Szkocja | Premier League | 25    | 8      |
| 2000/01 | Kilmarnock F.C. | Szkocja | Premier League | 33    | 4      |
| 2001/02 | Kilmarnock F.C. | Szkocja | Premier League | 10    | 1      |
| 2002    | Chongqing Lifan | Chiny   | Super League   | ?     | ?      |

## Kariera reprezentacyjna
W reprezentacji Francji Cocard zadebiutował 29 kwietnia 1989 roku w zremisowanym 0:0 meczu eliminacji do Mistrzostw Świata 1990 z Jugosławią. W 1992 roku został powołany przez selekcjonera Michela Platiniego do kadry na Euro 92 i wystąpił tam jedynie w meczu z Danią (1:2). Swój ostatni mecz w kadrze „Tricolores” rozegrał 6 września 1994 przeciwko Azerbejdżanem (10:0). Łącznie wystąpił w niej 9 razy i strzelił jednego gola.